# دنیس ردی
دنیس ردی (انگلیسی: Denise Reddy؛ زادهٔ ۱۴ سپتامبر ۱۹۷۰) بازیکن فوتبال اهل ایالات متحده آمریکا است.